# Запорожец, Александр Иванович (генерал)
Александр Иванович Запорожец (3 (15) августа 1899, деревня Царевка, Российская империя — 19 февраля 1959, Москва) — советский политработник, генерал-лейтенант (1942). Член РКП(б) с 1919 года. В РККА — с 1918 года. Причастен к репрессиям в РККА.

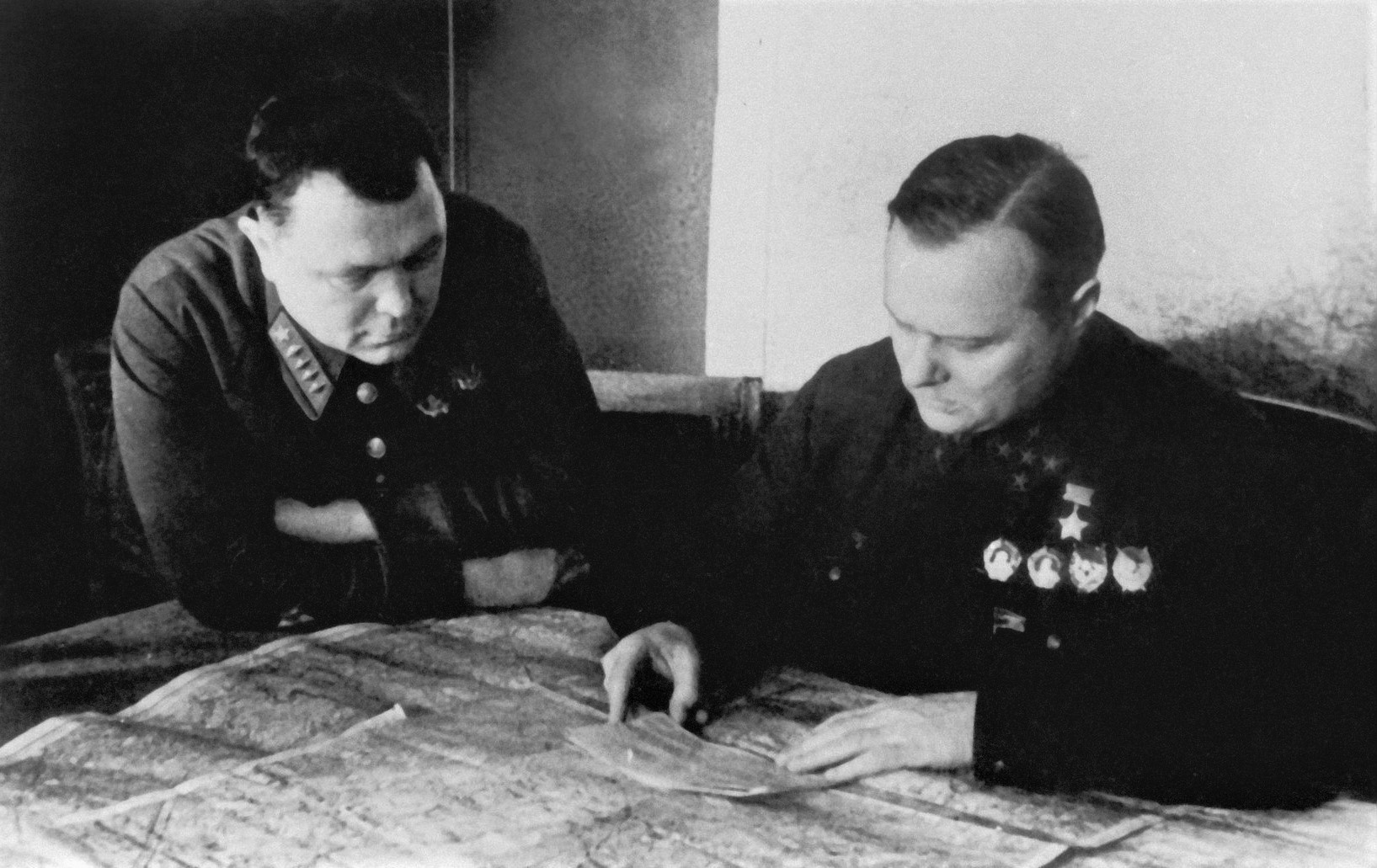
Командующий Волховским фронтом генерал армии К. А. Мерецков и член Военных советов Волховского и Ленинградского фронтов армейский комиссар 1 ранга А. И. Запорожец за разработкой боевой операции. 1942

## Образование
- курсы высшего политсостава при Военно-политической академии РККА им. Н. Г. Толмачёва (1935).

## Участие в войнах и военных конфликтах
- Гражданская война (красноармеец, политрук роты); советско-финская война (член военного совета 13-й армии).

## В межвоенный период
- ответственный секретарь партбюро артполка 80-й стрелковой дивизии
- с августа 1926 года — военком 286-го стрелкового полка
- с января 1928 — ответственный секретарь парткомиссий 96-й стрелковой дивизии
- с августа 1929 года — военком 46-го артполка
- помощник начальника по политчасти, военком (с февраля 1932) Сумской артиллерийской школы им. М. В. Фрунзе
- с января 1933 года — помощник начальника артиллерийского НИИ РККА по политической части
- с марта 1936 года — в распоряжении наркома обороны СССР
- с июля 1936 года — помощник командира по политической части и начальник политического отдела 11-й стрелковой дивизии
- с января 1938 года — военный комиссар Генерального штаба РККА
- с марта 1938 года — член военного совета Московского военного округа
- член военного совета 13-й армии Северо-Западного фронта во время советско-финской войны (1939—1940)
- с октября 1940 года — начальник Главного управления политической пропаганды Красной Армии
- с марта 1941 года — заместитель наркома обороны СССР
- 12 декабря 1937 года избран депутатом Верховного Совета РСФСР 1 созыва (1937—1946)
- 15- 20 февраля 1941 года делегат XVIII конференции ВКП (б). Избран (по 5 октября 1952 годов) кандидатом в члены ЦК ВКП (б).

В период массовых репрессий в РККА в предвоенные годы в отношении А. И. Запорожца имелись показания от арестованных; в-частности, в документе за подписью заместителя начальника 3-го управления НКО СССР капитана государственной безопасности А. Н. Клыкова на имя Г. М. Маленкова указано, что арестованный бывший корпусной комиссар И. Ф. Немерзелли назвал Запорожца в числе участников контрреволюционного военно-троцкистского заговора

## Великая Отечественная война
- с июня 1941 года член Военного совета Южного фронта.
- С декабря 1941 года назначен уполномоченным Ставки ВГК и член Военного совета Волховского и Ленинградского фронтов.
- В октябре 1942 года был назначен членом Военного совета 60-й (октябрь 1942 г. — июнь 1943 г.) и 63-й (август — декабрь 1943 г.) армий. Участвовал в Донбасской оборонительной и Ростовской наступательной операциях 1941 г., Любанской и Синявинской операциях 1942 г., Воронежско-Касторненской, Харьковской, Брянской, Гомельско-Речицкой наступательных операциях 1943 г.
- С февраля 1944 года член Военного совета Северо-Кавказского, затем Донского военных округов.

## В послевоенный период
- заместитель по политической части командующего войсками Таврического военного округа;
- заместитель по политической части, начальник политотдела Военно-инженерной академии им. В. В. Куйбышева;
- c 1956 года — в запасе.

## Отзывы
Генерал-полковник М. С. Хозин:

«Запорожец обвинил меня в бытовом разложении. Да, два-три раза у меня были на квартире телеграфистки, смотрели кино… Меня обвиняют в том, что я много расходую водки. Я не говорю, что я непьющий. Выпиваю перед обедом и ужином иногда две, иногда три рюмки… С Запорожцем после всех этих кляуз работать не могу…»
Генерал-лейтенант К. Ф. Телегин:

Военный совет с озабоченностью воспринял сообщения об осложнении отношений между командующим 60-й армией генералом И. Д. Черняховским и членом Военного совета армии генералом А. И. Запорожцем, человеком уже, как говорят, именитым, имевшим в прошлом немалые заслуги.
Поначалу я лично воспринял возникшие трения как результат проявления по-молодому эмоционального характера Ивана Даниловича Черняховского. Однако при ближайшем ознакомлении с положением дел на месте выявилась картина значительно более сложная.
Здесь многое не складывалось не по причине особенностей характеров сторон, хотя и это, как нередко бывает, конечно же, играло свою усложняющую роль. Но в данном случае столкнулись прежде всего оценки качеств происходивших событий, стиль работы, отношение к своим личным воинским обязанностям, манера общения с подчиненными…
К сожалению, с генералом А. И. Запорожцем дело обстояло значительно сложнее. Сравнительно недавно (с сентября 1940 года) он занимал пост начальника Главного управления политической пропаганды РККА, а затем (с марта 1941 года) заместителя Наркома обороны СССР в самом высоком для политработника воинском звании армейского комиссара.
Однако во время войны служба его сложилась, как теперь известно, не лучшим образом. Получив звание генерал-лейтенанта, значительно ниже того, на которое мог рассчитывать, он был понижен и в должности.
Считая себя, очевидно, несправедливо обиженным, А. И. Запорожец стал проявлять недопустимое для политработника высокомерие и необоснованную резкость в отношении с подчинёнными, да и не только с подчинёнными. Все это не могло не сказаться на отношениях столь разных по своей натуре людей.
При разборе выяснилось, что, к сожалению, отношения эти достигли непримиримой остроты. В большинстве своих претензий к командарму А. И. Запорожец был не прав, а там, где и был прав, свою правоту пытался доказать в такой форме, что о нормальной работе Военного совета армии не могло быть и речи.
Пришлось докладывать Верховному Главнокомандующему. Через некоторое время А. И. Запорожец был отозван. Назначенный на его место полковник В. М. Оленин быстро нашёл общий язык с командармом, чему и командарм был несказанно рад. Работа Военного совета армии была полностью нормализована.
— 

## Награды
- 2 ордена Ленина (21.04.1940[4], 21.02.1945);
- 4 ордена Красного Знамени (22.02.1938[5], 14.02.1943, 3.11.1944, 20.06.1949);
- орден Отечественной войны 1-й степени (4.06.1944);
- медаль «За победу над Германией в Великой Отечественной войне 1941—1945 гг.»;
- ряд других медалей СССР.

## Воинские звания
- 2 января 1936 года — бригадный комиссар
- 10 февраля 1938 года — дивизионный комиссар
- 9 февраля 1939 года — корпусной комиссар
- 4 апреля 1940 года — армейский комиссар 2-го ранга
- 22 февраля 1941 года — армейский комиссар 1-го ранга
- 8 октября 1942 года — понижен в звании до корпусного комиссара
- 6 декабря 1942 — генерал-лейтенант